# Michael Moore in TrumpLand
Michael Moore in TrumpLand is een Amerikaanse documentaire uit 2016 die is geregistreerd door Michael Moore. De documentaire is uitgekomen tijdens de campagne van de Amerikaanse presidentsverkiezingen van 2016. De première van de film was op 18 oktober 2016.

## Samenvatting
De film bestaat uit opnamen van twee theatervoorstellingen waar Michael Moore de campagne van de Amerikaanse presidentsverkiezingen bespreekt met zijn mening over Donald Trump en Hillary Clinton. Ook wordt de kwaliteit van de gezondheidszorg in de Verenigde Staten behandeld.